# 냉대 습윤 기후

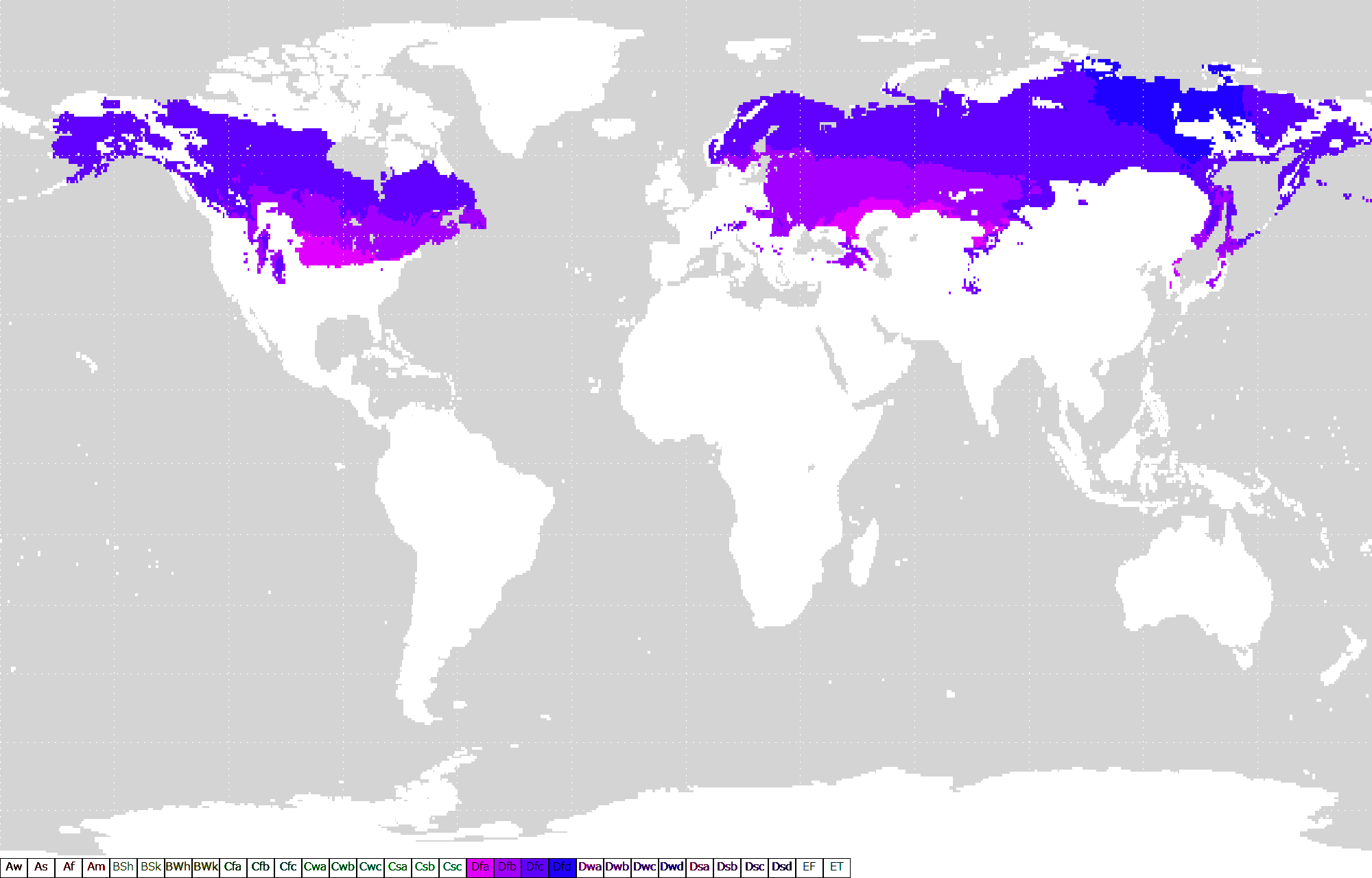
냉대 습윤 기후 분포 모습.

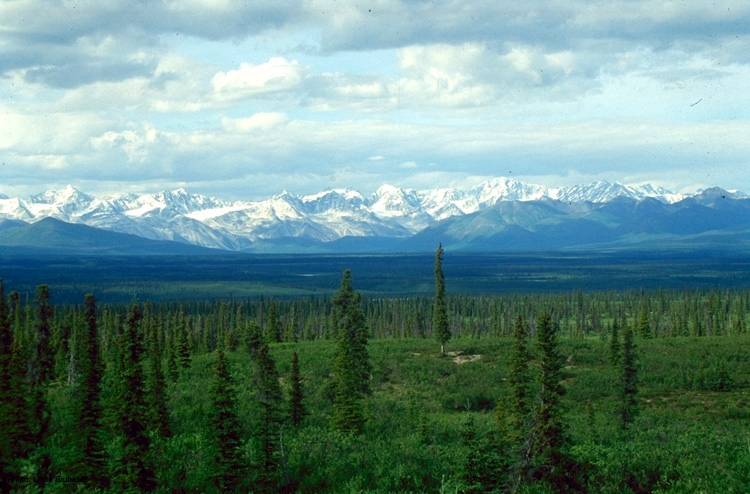
타이가 숲 모습. 타이가는 침엽수로 이루어져 있으며, 사람들이 사는 곳은 매우 드물다.

냉대 습윤 기후(冷帶濕潤氣候)는 쾨펜의 기후 구분에서 냉대 기후에 속하며, 기호는 Df이다. 타이가 숲이 나타나기 때문에 타이가 기후라고도하고, 강우량이 많아 아한대 다우 기후라고도 한다. 겨울철에도 온대저기압의 영향을 받아 대륙 서안에서 중앙에 이르기까지 눈이 많이 내린다. 여름은 짧고 겨울은 길어 작물 재배에 불리할 것으로 보이지만, 기온이 다소 높아 호밀, 귀리 등 일부 작물의 재배가 가능하다. 겨울의 다설 때문에 연중 강우량이 고르게 분포한다.
작물 재배가 가능하기는 하지만, 기온 때문에 곳과 작물의 종류 및 수확량이 한정되어 있으며, 주로 감자나 호밀, 봄밀 등을 재배한다. 북부 지역은 대규모 타이가 숲이 나타나기 때문에 임업이 발달한다. 숲은 주로 타이가 숲이 잘 나타나는데, 침엽수림이 더 많이 알려진 낱말이다. 타이가 혹은 침엽수림은 잎이 가늘고 뾰족한 소나무, 가문비나무, 낙엽송, 잣나무와 같은 침엽으로, 기온이 낮은 곳에 자생하기 쉬워 냉대 습윤 기후에 잘 나타난다. 이러한 침엽수는 건축, 토목, 제지 용으로 두루 쓰이기 때문에 임업이 발달할 수 있게 한다. 따뜻한 남부에서는 활엽수와 침엽수가 함께 나타나는 혼합림이 나타나기도 한다.
냉대 토양은 다른 기후에 비해 뚜렷한 차이가 보이는데, 포드졸이 그것이다. 포드졸은 침엽수림에 잘 나타나는 회백색 토양으로, 유기질이 잘 분해되지 않아 회백색을 띤다. 또한 소금을 잘 흡수하지 않는 침엽수 특성상 곡물이 자라기 적합한 토양이라고는 할 수 없다. 하지만 농경이나 목축에 적합한 갈색 삼림토도 많이 분포한다.
이러한 냉대 습윤 기후가 분포하는 곳은 시베리아 서부, 연해주, 사할린섬, 쿠릴 열도, 캄차카반도, 스칸디나비아반도, 캐나다 대부분, 미국 알래스카 대부분, 일본의 홋카이도 및 혼슈 도호쿠 지방과 니가타현 등이 있다. 분포지역에서 볼 수 있듯, 냉대 습윤 기후는 북반구에만 위치한다. 한반도에서는 강원도, 함경도의 동해안에서 나타난다.

## 같이 보기
- 쾨펜의 기후 구분
- 냉대기후
- 습윤 대륙성 기후